# Sahathor
Menuadyra Sahathor, o Sahathor, fue un faraón de la dinastía XIII de Egipto, que reinó c. 1686-1685 a. C.
Su nombre de Trono fue Menuadyra, y su nombre de Nacimiento Sahathor. Era hijo de Haanjef y de Kemi, hermano de Neferhotep I (que se rebeló contra él) y de Sebekhotep IV (su sucesor), y gobernó durante un corto periodo. Se estima que en esta época se aceleró la fragmentación del poder real en Egipto.
Figura en el Canon Real de Turín, pero la duración de su reinado, que no puede leerse claramente (0 años ¿? meses, 3 días), fue menor de un año. No aparece en la Lista Real de Karnak.

## Testimonios de su época
Aparte del Canon de Turín, donde los datos del período de reinado de Sebekhotep no perduraron, su reinado está documentado en: 
- Inscripciones en piedra, en Sehel.
- Inscripciones en piedra, en Uadi Hammamat.
- Dos estatuas de un templo de Hekaib, en Elefantina.
- Con su nombre están etiquetadas una perla y un sello cilíndrico, aunque esta atribución está puesta en duda.
- Una estatua en la que se le da el título de Hijo del Rey.[3]

## Titulatura
| Titulatura | Jeroglífico | Transliteración (transcripción) - traducción - (referencias) |

| N5 | mn | M13 |

| N5 | mn | M13 |

| N5 | mn | M13 |

| N5 | mn | M13 |

| N5 | mn | M13 |

| N5 | mn | M13 |

| N5 | mn | M13 |

| N5 | mn | M13 |

| N5 | mn | M13 |

| N5 | mn | M13 |

| N5 | mn | M13 |

| N5 | mn | M13 |

| N5 | mn | M13 |

| N5 | mn | M13 |

| N5 | mn | M13 |

| N5 | mn | M13 |

| N5 | O6 | t · pr | D2 · Z1 | t | G7 | G39 | Z1 | G7 |

| N5 | O6 | t · pr | D2 · Z1 | t | G7 | G39 | Z1 | G7 |

| N5 | O6 | t · pr | D2 · Z1 | t | G7 | G39 | Z1 | G7 |

| N5 | O6 | t · pr | D2 · Z1 | t | G7 | G39 | Z1 | G7 |

| N5 | O6 | t · pr | D2 · Z1 | t | G7 | G39 | Z1 | G7 |

| N5 | O6 | t · pr | D2 · Z1 | t | G7 | G39 | Z1 | G7 |

| N5 | O6 | t · pr | D2 · Z1 | t | G7 | G39 | Z1 | G7 |

| N5 | O6 | t · pr | D2 · Z1 | t | G7 | G39 | Z1 | G7 |

| N5 | O6 | t · pr | D2 · Z1 | t | G7 | G39 | Z1 | G7 |

| N5 | O6 | t · pr | D2 · Z1 | t | G7 | G39 | Z1 | G7 |

| N5 | O6 | t · pr | D2 · Z1 | t | G7 | G39 | Z1 | G7 |

| N5 | O6 | t · pr | D2 · Z1 | t | G7 | G39 | Z1 | G7 |

| N5 | O6 | t · pr | D2 · Z1 | t | G7 | G39 | Z1 | G7 |

| N5 | O6 | t · pr | D2 · Z1 | t | G7 | G39 | Z1 | G7 |

| N5 | O6 | t · pr | D2 · Z1 | t | G7 | G39 | Z1 | G7 |

| N5 | O6 | t · pr | D2 · Z1 | t | G7 | G39 | Z1 | G7 |